# Miguel Darío Miranda Gómez
Miguel Dario Miranda y Gomez (ur. 19 grudnia 1895 w León, zm. 15 marca 1986 tamże) – meksykański duchowny katolicki, kardynał.

## Życiorys
Ukończył seminarium w León oraz Papieski Uniwersytet Gregoriański w Rzymie. 28 października 1918 przyjął w Rzymie święcenia kapłańskie. W latach 1918–1925 i 1929–1937 był duszpasterzem w diecezji León; lata 1925-1926 spędził w więzieniu oraz na wygnaniu w związku z prześladowaniami religijnymi.
1 października 1937 mianowany biskupem Tulacingo, otrzymał sakrę biskupią 8 grudnia 1937 z rąk arcybiskupa Morelia, Leopoldo Ruiza Floresa. 10 grudnia 1955 został podniesiony do godności arcybiskupa, ze stolicą tytularną Selimbria oraz jednoczesną nominacją na koadiutora archidiecezji Meksyk (miasto). Od czerwca 1956 arcybiskup Meksyku.
W latach 1958–1963 przewodniczący Rady Episkopatów Latynoamerykańskich, brał udział w II soborze watykańskim (1962-1965) oraz I sesji Światowego Synodu Biskupów w Watykanie (1967). 28 kwietnia 1969 został mianowany kardynałem, z tytułem prezbitera S. Maria di Guadalupe a Monte Mario.
W październiku 1976 sprawował funkcję legata papieskiego na uroczystościach poświęcenia bazyliki Matki Bożej z Gwadelupy w Meksyku; w lipcu 1977 złożył rezygnację z dalszego kierowania archidiecezją Meksyk i przeszedł na emeryturę. W konklawe 1978 nie brał udziału; już w 1975, kończąc 80 rok życia, utracił czynne prawo wyborcze.